# 吉川市立美南小学校
吉川市立美南小学校（よしかわしりつ みなみしょうがっこう）は、埼玉県吉川市美南にある公立小学校。

## 概要
2013年（平成25年）4月開校。

## 沿革
- 2013年（平成25年）
  - 4月 - 開校。
  - 5月 - 美南小学校PTA設立し、第1回総会開催。
  - 6月 - プール開き。
  - 9月 - 第1回秋季大運動会開催。
- 2014年（平成26年）
  - 2月 - 校歌完成披露式典挙行。
  - 3月 - 第1回卒業証書授与式挙行。開校記念日制定し、開校記念日を6月15日と定めた。修了式挙行。
- 2017年（平成29年）
  - 2月 - 第1回吉川市減災プロジェクトin美南小学校区実施。
  - 10月 - 校舎建設工事開始。
- 2018年（平成30年）
  - 3月 - 新校舎完成。砂場・学校園改修。
  - 4月 - 新校舎利用開始。
- 2020年（令和2年）
  - 3月 - 新型コロナウイルス感染拡大による非常事態宣言による臨時休校。
  - 4月 - 新型コロナウイルス感染拡大による非常事態宣言による臨時休校（5月31日まで）
  - 6月 - 新型コロナウイルス感染拡大の影響で延期された第8回入学式挙行。また、6月13日まで分散登校実施。

## 通学区域
- 吉川市
  - 美南一丁目から五丁目[1]

## 進学先中学校
- 吉川市立南中学校、吉川市立吉川中学校[1]

## 周辺
本校は三郷市との市境線に近く、「●」印が付されている施設は三郷市に位置する。
- 学校法人道庭学園吉川ムサシノ幼稚園 - 進級前幼稚園のひとつ。
- 社会福祉法人祥和会かほ保育園 - 進級前幼稚園のひとつ。
- 東京都道・埼玉県道67号葛飾吉川松伏線
- 吉川市立吉川中学校
- 吉川消防署南分署
- イオンタウン吉川美南
- JR東日本武蔵野線吉川美南駅
- 中川
- ●三郷ひかり幼稚園
- ●三郷市立彦糸中学校

## アクセス
- JR東日本武蔵野線吉川美南駅（西口）から、徒歩約735m・約11分。
- なお、メートー観光「M5」系統も学校近くを通るが、平日5時台（学校解放時間外）1本のみ運行のほか、「M2」系統の「彦糸中学校前」・「団地13街区」の両停留所が学校まで近いが、道路との関係で、大きく遠回りとなる[2]。